# Égliseneuve-des-Liards
Égliseneuve-des-Liards ist eine französische Gemeinde mit 156 Einwohnern (Stand: 1. Januar 2022) im Département Puy-de-Dôme in der Region Auvergne-Rhône-Alpes (vor 2016 Auvergne). Sie gehört zum Arrondissement Issoire und zum Kanton Brassac-les-Mines (bis 2015: Kanton Sauxillanges).

## Geographie
Égliseneuve-des-Liards liegt etwa 38 Kilometer südsüdöstlich von Clermont-Ferrand. Umgeben wird Égliseneuve-des-Liards von den Nachbargemeinden Sugères im Norden und Nordosten, Condat-lès-Montboissier im Osten, Saint-Quentin-sur-Sauxillanges im Süden sowie Sauxillanges im Westen und Südwesten.

## Bevölkerungsentwicklung
| Jahr                       | 1962 | 1968 | 1975 | 1982 | 1990 | 1999 | 2006 | 2013 |
| Einwohner                  | 169  | 145  | 127  | 136  | 125  | 141  | 145  | 143  |
| Quellen: Cassini und INSEE |      |      |      |      |      |      |      |      |

## Sehenswürdigkeiten
- Menhir
- Kirche Notre-Dame

## Persönlichkeiten
- Eugène-Paul Coupat (1842–1890), Missionar, Apostolischer Vikar von Szechuan